# Chevaux arabes se battant dans une écurie
Chevaux arabes se battant dans une écurie est un tableau orientaliste à l'huile sur toile du peintre français Eugène Delacroix, signé et daté de 1860, et conservé au musée d'Orsay.

## Commande
Pendant son séjour au Maroc, Eugène Delacroix assiste à un combat de chevaux qui l'impressionne particulièrement, et dont il fait part dans une correspondance à ses amis, datée du 8 février 1832. Il réalise un croquis, et note que « le cheval gris a passé sa tête sur le cou de l'autre ». Dans son journal daté du 19 juin 1854, Delacroix cite ce sujet parmi plusieurs autres projets dans la thématique marocaine. Il semble cependant ne l'avoir commencé que deux ans plus tard. Le tableau a été achevé le 14 juin 1860.
Le tableau est tardif, puisque trente ans s'écoulent entre l'observation de ce combat et la réalisation de Chevaux arabes se battant dans une écurie. Delacroix le réalise quelques années avant sa mort, en même temps que Chevaux sortant de la mer, qui peut être considéré comme un « contrepoint apaisé ». Ces deux tableaux sont réalisés pour le même marchand.

## Description
Les deux chevaux sont représentés à la façon de duettistes.

## Parcours du tableau
Le tableau a été réalisé pour le marchand Estienne. Il a été vendu à Paris le 12 février 1872. En 1873, John Saulnier en fait l'acquisition à Bordeaux. Il devient ensuite la propriété de Charles Hayem en 1885, puis de Isaac de Camondo. Une donation effectuée en 1908 permet au musée du Louvre de récupérer ce tableau et de l'exposer en 1911,.  Depuis 1986, il est déposé au 
musée d'Orsay.